# ليزلي جونستون
ليزلي جونستون (بالإنجليزية: Leslie Johnston)‏ (16 أغسطس 1920 بغلاسكو في المملكة المتحدة - 19 أكتوبر 2001) هو لاعب كرة قدم بريطاني (وحمل سابقاً جنسية المملكة المتحدة لبريطانيا العظمى وأيرلندا) في مركز مهاجم داخلي. شارك مع منتخب اسكتلندا لكرة القدم. أما مع النوادي، فقد لعب مع ستوك سيتي وشروزبري تاون ونادي سلتيك ونادي هيبرنيان ونادي كلايد ونادي كلايدبانك ‏.

## وصلات خارجية
- ليزلي جونستون على موقع الاتحاد الإسكتلندي (الإنجليزية)
- ليزلي جونستون على موقع قاعدة بيانات كرة القدم.إي يو (الإنجليزية)